# Lomnička (Repubblica Ceca)
Lomnička (in tedesco Lomnitschka) è un comune della Repubblica Ceca facente parte del distretto di Brno-venkov, in Moravia Meridionale.